# Havel (kniha)
Havel (2014) je biografie Václava Havla, kterou napsal Michael Žantovský, Havlův mluvčí a poradce z let 1990–1992. Knihu začal Žantovský psát po Havlově smrti. Napsal ji nejprve anglicky pro amerického vydavatele, pak ji sám přeložil do češtiny. Kniha vyšla souběžně česky i anglicky na podzim 2014. V předmluvě k českému vydání autor vysvětluje, že napsání knihy nejprve anglicky má za následek občas až příliš podrobný popis českých reálií a naopak stručnost v popisu některých vnitropolitických pří.
Kniha obsadila druhé místo v anketě Kniha roku Lidových novin 2014.
V září 2017 vyšla audiokniha načtená hercem Janem Vondráčkem, tři úvodní kapitoly načetl autor knihy. Motta ke kapitolám namluvila Zuzana Stivínová.
V roce 2021 vyšla kniha i v ruském překladu.

## Přehled vydání
- Michael Žantovský: Havel. Argo 2014, 2. (brožované) vydání 2015
- Michael Žantovský: Havel: A Life. Grove Press 2014

## Recenze
- Čekání na komplexní havlovskou knihu
- Pavel Kosatík, Respekt
- Jiří Suk, Host 1/2015